# گرگرفتگی

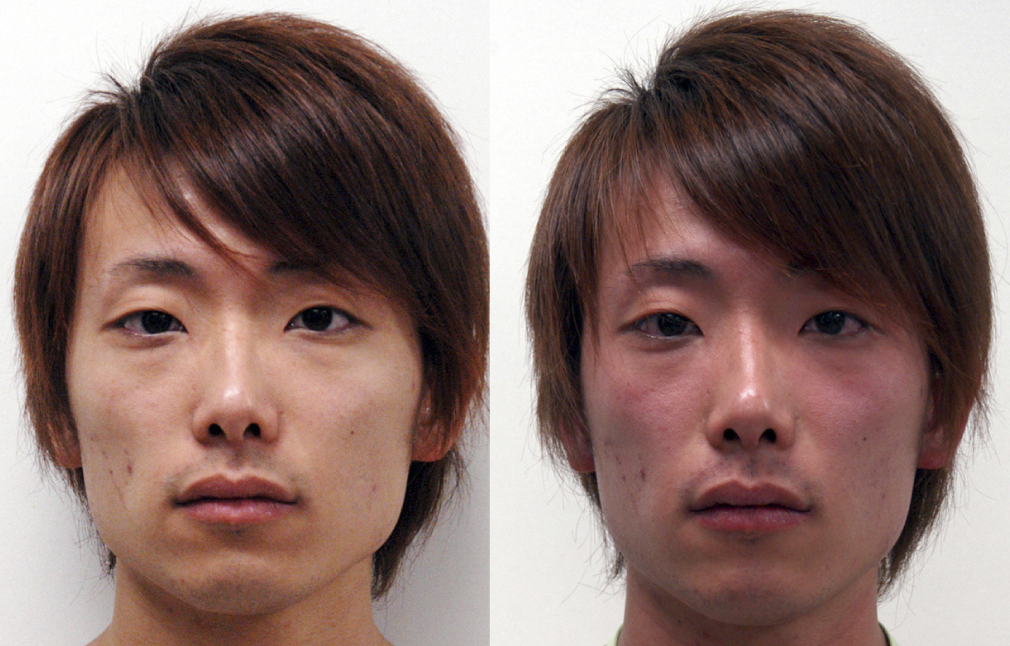
گرگرفتگی صورت

برافروختگی یا گرگرفتگی (به انگلیسی: Flushing) به قرمز شدن و حالت برانگیخته صورت، گونه‌ها یا گوش‌ها گفته می‌شود و به دلیل شرایط مختلف فیزیولوژیکی ایجاد می‌شود. این حالت در واقع انعکاس یک فشار روحی مانند خجالت، عصبانیت یا تحریک عاشقانه است. گرگرفتگی همچنین یکی از علائم اصلی سندرم کارسینوئید است. این سندرم ناشی از ترشح هورمون‌ها (اغلب سروتونین یا هیستامین) در خون می‌باشد.

## دلایل ایجاد
برخی از مهم‌ترین دلایل ایجاد گرگرفتگی:
- قطع کردن ناگهانی فعالیت شدید بدنی
- سندرم گرفتگی عصب جلدی شکم (ACNES)، بیشتر در بیمارانی که جراحی شکم انجام داده‌اند،
- نوشیدن الکل زیاد
- داروهای ضد استروژن مانند تاموکسیفن
- مسمومیت با آتروپین
- تماس بدن با آب گرم یا قرار گرفتن در گرمای شدید
- واکنش بوتورفانول با برخی مسکن‌های مخدر
- مصرف کافئین زیاد
- مسمومیت با مونوکسیدکربن
- تومور کارسینوئید
- بیماری انسدادی مزمن ریوی (COPD)، به ویژه آمفیزم که به آن پفک صورتی نیز می‌گویند
- حمله سردرد خوشه‌ای یا میگرنی
- فشار بر عصب توسط مهره‌های ششم قفسه سینه
- سرفه، به خصوص سرفه شدید
- سندرم کوشینگ
- کمبود آب بدن
- احساسات: مانند عصبانیت وخجالت
- تب
- فیبرومیالژیا
- مصرف هیستامین‌ها
- هموسیستینوریا (گرگرفتگی در گونه‌ها)
- سندرم هورنر
- هایپرگلیسمی
- تحریک بیش از حد دستگاه عصبی پاراسمپاتیک
- پرکاری تیروئید
- التهاب (به عنوان مثال، ناشی از واکنش آلرژیک یا عفونت)
- مسمومیت آهن
- واکنش نسبت به مصرف برخی آنتی‌بیوتیک‌ها
- کراتوم
- ماستوسیتوز
- سرطان تیروئید مدولاری
- مخلوط کردن آنتی‌بیوتیک با الکل
- مصرف نیاسین (ویتامین B3)
- فئوکروموسیتوم
- درد شدید
- تحریک جنسی، به ویژه ارگاسم
- رابطه جنسی طولانی
- عطسه (بینی قرمز)
- برخی از داروهای تفریحی، مانند الکل، هروئین، کوکائین و آمفتامین
- غذاهای ادویه دار بخصوص ادویه‌های تند مثل فلفل
- آفتاب سوختگی
- تاکی کاردی
- یائسگی
- بارداری

## گرگرفتگی جنسی
انسداد عروقی (افزایش جریان خون) پوست که معمولاً به عنوان گرگرفتگی جنسی شناخته می‌شود، می‌تواند در طی چهار مرحله چرخه پاسخ جنسی انسان اتفاق بیفتد مطالعات نشان می‌دهد که گرگرفتگی جنسی در تقریباً ۵۰–۷۵٪ از زنان و ۲۵٪ از مردان رخ می‌دهد، اما به‌طور مداوم نیست. گرگرفتگی جنسی در بیشتر مواقع در شرایط محیطی گرم تر اتفاق می‌افتد و در دمای پایین ممکن است اصلاً ظاهر نشود.
در هنگام برافروختگی جنسی زنانه، لکه‌های صورتی رنگی در زیر پستان ایجاد می‌شود، سپس به سینه، تنه، صورت، دست‌ها، کف پا و احتمالاً در کل بدن گسترش می‌یابد. احتقان عروق همچنین باعث تیرگی کلیتوریس و دیواره‌های مهبل در هنگام تحریک جنسی می‌شود. در هنگام برافروختگی جنسی مردانه، کمتر از زنان تغییر رنگ دیده می‌شود، اما به‌طور معمول با اپی گاستریوم (در قسمت فوقانی شکم) شروع می‌شود، در سراسر قفسه سینه گسترش می‌یابد، سپس به گردن، صورت، پیشانی، پشت و گاهی شانه‌ها و بازوها ادامه می‌یابد.
گرگرفتگی جنسی معمولاً بلافاصله پس از رسیدن به ارگاسم از بین می‌رود؛ اما در برخی موارد ممکن است دو ساعت یا بیشتر طول بکشد و گاهی همراه با تعریق شدید می‌باشد.